# Fiordo de Kvænangen
Kvænangen (en sami septentrional: Návuotna en kven: Naavuono,) es un fiordo de los municipios de Kvænangen y Skjervøy en la provincia de Troms, Noruega. 

## Geografía
Tiene una longitud de 72 km y se extiende entre el Mar de Noruega y la villa de Kvænangsbotn. El Reisafjorden es una ramificación del Kvænangen que va hacia el oeste. La ruta europea E6 cruza el fiordo a través del puente Sørstraumen, en una sección de sólo 350 m de ancho, al oeste de Sekkemo.
Existen muchas islas en el fiordo. Al oeste están las islas de Arnøya, Laukøya, Skjervøya y Kågen. Otras más pequeñas son Haukøya, Rødøya, Skorpa, Nøklan y Spildra, que se ubican en el interior.

## Fauna
A pesar de que no están en grandes grupos, hay cetáceos que visitan el fiordo. Las marsopas y delfines son comunes, aunque igualmente se observan ballenas minke, cachalotes y belugas ocasionalmente. Hace unos años se ha documentado la presencia de ballenas jorobadas, y de ballenas vascas, demostrando que es una zona de alimentación.